# Propentofillin
A propentofillin (INN: propentofylline) a periferiális és agyi vérkeringés javítására, a degeneratív és érrendszeri eredetű elbutulás(en) elleni gyógyszer. Alzheimer-kórban és agyi iszkémia okozta oxigánhiányos állapotban idegvédő hatása van. A központi idegrendszerben gátolja a gyulladás kialakulását. Hatékonyan alkalmazható akut és heveny fájdalom ellen, beleértve a neuropátiás(en) fájdalmakat is, valamint kiegészítő kezelésként szkizofrénia és sclerosis multiplex ellen.
Xantin(en)-származék. Az állatgyógyászatban is alkalmazzák a vérkeringés javítására, a vérlemezkék összecsapzódásának gátlására.
Kutyákon végzet kísérletben azt tapasztalták, hogy rendszeres adagolása segíthet enyhíteni a kutyák időskori tünetein, mert ér- és hörgőtágító hatása révén fokozza az oxigénfelvételt, serkenti az energia-háztartást, segíti a szív és a központi idegrendszer működését, valamint növeli az eb étvágyát.
Egy kísérletben tíz újszülött kismalacból ötöt propentofillinnel kezeltek, majd mind a tízet hipoxiának tették ki. Azt tapasztalták, hogy a propentofillin megakadályozta a hipoxia okozta káros szabad gyökök és konjugált diének keletkezését, továbbá a nagy energiatartalmú ATP- és foszfokreatinszint(en) csökkenését.

## Története
A szert az Aventis Pharma fejlesztette ki. 1998-ban a CPMP elutasította a szer bevezetését Alzheimer-kór és szív- és érrendszeri betegségek ellen, majd 1999-ben a cég fellebbezését is az Alzheimer-kór gyógyítására. A klinikai kísérletek – bár pozitívak voltak – nem voltak elég meggyőzőek a bizottság számára.
Bár az USA-ban elkezdődtek a bevezetési eljárások, az Aventis 2000-ben felhagyott a gyártásával, és ezt követően jelentősen átalakította portfólióját.
Jelenleg Japánban van forgalomban agyi infarktus utáni érzelmi labilitás, agyvérzés és agyérelmeszesedés ellen.

## Működésmód
Könnyen átjut a vér-agy gáton. Kettős hatása is van. Egyrészt gátolja a cAMP foszfodiészteráz(en) enzim működését és az adenozin újrahasznosítását az idegrendszeri jelátvitelben.
Másrészt gátolja a káros szabad gyökök képződését és csökkenti a mikrogliális sejtek(en) működését, melyek a központi idegrendszer legfőbb immunrendszerét alkotják. Ez gátolja a gyulladás kialakulását, amely mai tudásunk szerint közrejátszik az elbutulás kifejlődésében.

## Mellékhatások, ellenjavallatok
A propentofillin ellenjavallt aktív koponyán belüli vérzés, súlyos máj- vagy vesekárosodás esetén.
Ismert, hogy kiválasztódik az anyatejbe, ezért a szedés alatt a szoptatást szüneteltetni kell. Terhesség alatti hatása nem tisztázott.
Mellékhatások: kiütés, túlérzékenység, anorexia, szomjúság, émelygés, has- vagy fejfájás. Ritkán kötőhártya-bevérzés, ízületi fájdalom.

## Adagolás
A szer hatását napi 3×300 mg, legalább egy órával étkezés előtt bevett adaggal tanulmányozták a klinikai próbák során.
Kutya esetén naponta kétszer 1,5 mg/tskg szájon át.

## Fizikai/kémiai tulajdonságok
Fehér színű szilárd anyag. Vízben 12,4 mg/ml arányban oldódik, etanolban, dimetil-szulfoxidban háromszor jobban. Oldható diklórmetánban, kloroformban és metanolban is.

## Készítmények
A nemzetközi gyógyszerkereskedelemben:
- Hextol
- Karsivan
- Viviq

Magyarországon csak állatgyógyszerként, Karsivan néven van engedélyeztetve, emberi felhasználásra szánt gyógyszerként Magyarországon nincs forgalomban.